# Dendrobium jennae
Dendrobium jennae är en orkidéart som beskrevs av P.O'byrne. Dendrobium jennae ingår i släktet Dendrobium, och familjen orkidéer.
Artens utbredningsområde är Sulawesi. Inga underarter finns listade i Catalogue of Life.